# キアラ・マストロヤンニ
キアラ・マストロヤンニ（Chiara Mastroianni、1972年5月28日 - ）は、フランスの女優。パリ出身。

## 来歴
父親はマルチェロ・マストロヤンニ、母親はカトリーヌ・ドヌーヴ。二人はマルコ・フェレーリ監督の『ひきしお』(1972年)で再共演した際に、結ばれた。なお、母の主演作『夢追い』(1979年)、父の主演作『黒い瞳』(1987年)にクレジットなしで顔を見せていた(『女の都』にも出ていたが、撮影シーンは編集でカットされた)。
1993年、母の主演作『私の好きな季節』に出演し、これが評価されセザール賞有望若手女優賞にノミネート。
その後、本格的に女優活動を開始し、父が出演したロバート・アルトマン監督の1994年の映画『プレタポルテ』のADソフィー・ショワゼ役で好演し、ナショナル・ボード・オブ・レビューのアンサンブル演技賞(出演者30名と連名で)を受賞。
以後は、主にフランスとイタリアを中心に活躍している。
2019年の映画『今宵、212号室で』で第72回カンヌ国際映画祭ある視点部門最優秀演技賞を受賞している。同作では破局の危機にある夫婦を元夫のバンジャマン・ビオレと演じている。

## 私生活
1997年に彫刻家ピエール・トレトン Pierre Torreton との間に長男ミロ Milo を出産。2002年にミュージシャンで俳優のバンジャマン・ビオレと結婚し、長女アンナ Anna が生まれたが2005年に離婚。その後は、共演を重ねるベルギーの俳優ブノワ・ポールヴールドと暮らしている。

## 主な出演作品
| 公開年 | 邦題 原題                                                          | 役名                           | 備考                                               |
| ------ | ------------------------------------------------------------------ | ------------------------------ | -------------------------------------------------- |
| 1993   | 私の好きな季節 Ma saison préférée                                  | アンヌ                         |                                                    |
| 1994   | プレタポルテ Prêt-à-Porter                                         | ソフィー                       |                                                    |
| 1996   | 三つの人生とたった一つの死 Trois vies & une seule mort             | セシル                         | TV放映のみ                                         |
| 1996   | そして僕は恋をする Comment je me suis disputé... (ma vie sexuelle) | パトリシア                     |                                                    |
| 1997   | ノーウェア Nowhere                                                 | クリス                         |                                                    |
| 1999   | 見出された時 －「失われた時を求めて」より－ Le Temps retrouvé      | アルベルティーヌ               |                                                    |
| 1999   | クレーヴの奥方 La Lettre                                           | クレーヴ夫人カトリーヌ         |                                                    |
| 2000   | シックス・パック Six-Pack                                          | マリーヌ                       |                                                    |
| 2001   | HOTEL ホテル Hotel                                                 | ホテルの看護婦                 |                                                    |
| 2002   | めざめ Carnages                                                    | カルロッタ                     |                                                    |
| 2002   | デブラ・ウィンガーを探して Searching for Debra Winger              |                                | ドキュメンタリー                                   |
| 2003   | ラクダと針の穴 Il est plus facile pour un chameau...               |                                | フランス映画祭上映                                 |
| 2006   | マルチェロ・マストロヤンニ 甘い追憶 Marcello, una vita dolce       |                                | ドキュメンタリー                                   |
| 2007   | ゼロ時間の謎 L'heure zéro                                          | オード・ネヴィル               |                                                    |
| 2007   | 愛のうた、パリ Les chansons d'amour                                | ジャンヌ                       |                                                    |
| 2007   | ペルセポリス Persepolis                                            | マルジ                         | 声の出演                                           |
| 2008   | クリスマス・ストーリー Un conte de Noël                            | シルヴィア                     |                                                    |
| 2008   | 美しいひと La belle personne                                       |                                |                                                    |
| 2011   | 愛のあしあと Les bien-aimés                                        | ヴェラ                         |                                                    |
| 2011   | チキンとプラム 〜あるバイオリン弾き、最後の夢〜 Poulet aux prunes  | リリー                         |                                                    |
| 2012   | 博士と私の危険な関係 Augustine                                     | コンスタンス（シャルコーの妻） |                                                    |
| 2012   | 皇帝と公爵 Les Lignes de Wellington                                | マッセナ元帥の愛人             |                                                    |
| 2013   | バスターズ―悪い奴ほどよく眠る― Les Salauds                         | ラファエル                     | WOWOW放映のみ                                      |
| 2014   | チャップリンからの贈りもの La Rançon de la gloire                  | ローザ                         |                                                    |
| 2014   | ラブ・トライアングル 秘密 3 cœurs                                  | ソフィー                       | WOWOW放映のみ                                      |
| 2016   | Good Luck Algeria                                                  | ビアンカ                       |                                                    |
| 2016   | Saint Amour                                                        | ジャガイモ揚げ屋台の女将       |                                                    |
| 2019   | 今宵、212号室で Chambre 212                                        | マリア                         | 第72回カンヌ国際映画祭ある視点部門最優秀演技賞受賞 |

## ディスコグラフィー
- Home(2004) バンジャマン・ビオレとのデュエット。ビオレのアルバム「Négatif」に収録